# حسین‌آباد (کوهپایه)
حسین‌آباد یک روستا در ایران است که در استان اصفهان واقع شده‌است.